# Eduardo Boza Masvidal
Monseñor Eduardo Tomás Boza Masvidal (Camagüey, Cuba, 18 de septiembre de 1915 - Los Teques, Venezuela, 16 de marzo de 2003) fue un Obispo cubano.

## Biografía
Estudió en el Colegio de La Salle del Vedado en La Habana y se graduó de la Universidad de La Habana en 1940 con un doctorado en Filosofía y Letras. Estudió su carrera eclesiástica en el Seminario de San Carlos y San Ambrosio en La Habana. 
Fue ordenado sacerdote el 27 de noviembre de 1944, por Mons. Manuel Arteaga Betancourt, entonces arzobispo de La Habana. Fue vicario cooperador de la parroquia del Cerro por un año, profesor del Seminario y capellán del Colegio del Sagrado Corazón, párroco de San Luis de Madruga y en 1948 fue nombrado párroco de Nuestra Señora de la Caridad de La Habana donde permaneció hasta su expulsión de Cuba por parte del régimen de Fidel Castro. En adición a su trabajo pastoral en la Caridad, fue fiscal y defensor del Vínculo en el Tribunal Eclesiástico, capellán nacional de los Scouts de Cuba. 
El 15 de mayo de 1960 fue ordenado obispo auxiliar de La Habana y titular de Vinda en la S.I.M. Catedral de La Habana por Mons. Evelio Díaz. Su lema episcopal era: «No he venido a ser servido, sino a servir». A finales de 1960 fue nombrado Rector de la Universidad de Santo Tomas de Villanueva en La Habana, primer cubano en ocupar ese cargo, hasta su cierre definitivo el 2 de mayo de 1961. 
Por mantener una posición abierta y decidida contra el incipiente desarrollo del comunismo por parte del Gobierno de Fidel Castro, fue detenido el 16 de abril y  expulsado junto con otros 135 sacerdotes el 17 de septiembre de 1961 a bordo del navío español Covadonga que anclado en el Puerto de La Habana se disponía a zarpar rumbo a España.
De España, Mons. Boza pasó a Venezuela, donde trabajó por más de cuatro décadas, especialmente como vicario general de Los Teques. A través de esos años fundó movimientos para ayudar y mantener unidos a los cubanos de la diáspora, visitó casi todas las comunidades de cubanos repartidos por muchísimos países de América y Europa. Boza murió en Los Teques, el 16 de marzo de 2003 a los 87 años de edad. Los funerales y entierro fueron realizados en la Catedral de Los Teques con presencia de representantes tanto de la ciudad como del estado Miranda y sus restos mortales fueron depositados en una cripta en la propia catedral.